# Kleitophon
Kleitophon (griechisch Κλειτοφῶν Kleitophōn), der Sohn des Aristonymos, war ein athenischer Politiker des späten 5. Jahrhunderts v. Chr. Er gehörte der gemäßigt oligarchischen Richtung an und spielte eine Rolle bei der Vorbereitung der oligarchischen Verfassungsänderung des Jahres 411 v. Chr.

## Politische Tätigkeit
Die Betätigung Kleitophons in der Politik seiner Heimatstadt ist erstmals im Jahr 411 v. Chr. (wahrscheinlich Anfang Mai) bezeugt. Er beteiligte sich an der oligarchischen Umsturzbewegung, die auf die Abschaffung der Demokratie abzielte. In der Volksversammlung unterstützte er den Antrag des oligarchischen Politikers Pythodoros, einen Ausschuss einzusetzen, der ein Konzept für eine Reform der Staatsordnung erarbeiten sollte. Kleitophon stellte den Zusatzantrag, der Ausschuss solle prüfen, inwieweit man dabei auf die kleisthenischen Reformen des späten 6. Jahrhunderts v. Chr. zurückgreifen könne. Die Reformen des Kleisthenes hatten zwar damals eine Demokratisierung gebracht, doch nach Kleitophons Auffassung war die kleisthenische Verfassung Athens nicht radikaldemokratisch und bot sich daher für gemäßigte Demokraten und gemäßigte Oligarchen als Kompromisslösung an. Kleitophon trat nicht für eine völlige Abschaffung der Demokratie ein, sondern betrachtete nur die damals bestehende radikale Demokratie als Fehlentwicklung, die durch Wiederherstellung früherer Verhältnisse korrigiert werden sollte. Der Einfluss der breiten Masse sollte zugunsten einer oligarchischen Führungsschicht zurückgedrängt werden. Worauf Kleitophons Antrag in der Volksversammlung eigentlich abzielte, ob er tatsächlich seiner Absicht entsprach oder nur ein propagandistisches Manöver zur Beschwichtigung der Demokraten darstellte, ist in der Forschung umstritten. Vermutlich sollte der Hinweis auf Kleisthenes bezwecken, dass die neue Verfassung die traditionelle Ausrichtung Athens berücksichtigte, also nicht zu einer extremen Oligarchie führte, sondern demokratische Elemente bewahrte.
Der Vorschlag, den Ausschuss zu bilden, wurde von der Volksversammlung angenommen. Kleitophons Anregung hingegen blieb für den weiteren Fortgang der Ereignisse folgenlos, der Ausschuss berücksichtigte sie nicht.
Innerhalb der oligarchischen Bewegung zählte Kleitophon zu einer gemäßigten Richtung, deren Hauptvertreter Theramenes war. Diese Richtung wollte nicht die ganze Macht einer sehr kleinen Gruppe anvertrauen, sondern wünschte eine relativ breite Abstützung der angestrebten oligarchischen Herrschaft. Kleitophons Position war noch etwas gemäßigter als die des Theramenes. Bei den Verhandlungen über eine neue Verfassung nach der Kapitulation Athens im Peloponnesischen Krieg im Jahr 404 gehörte er mit Archinos, Anytos und Phormisios zu einem Kreis, der für eine Verbindung demokratischer und oligarchischer Elemente eintrat und dies als Rückkehr zu früheren Verhältnissen propagierte. An der Herrschaft der Dreißig, der Machtausübung einer kleinen, von radikalen Oligarchen dominierten Gruppe ab Sommer 404, war Kleitophon im Gegensatz zu Theramenes nicht beteiligt.

## Literarische Rezeption
Kleitophon war philosophisch interessiert. Er stand der sophistischen Bildungsbewegung nahe, wie aus einer Stelle in Aristophanes’ im Jahr 405 aufgeführter Komödie Die Frösche erschlossen wird. Dort wird er zusammen mit Theramenes als Beispiel für einen schlauen Pragmatiker angeführt. Die Identität des oligarchischen Politikers Kleitophon mit dem gleichnamigen Gesprächsteilnehmer in zwei fiktiven literarischen Dialogen über philosophische Themen wird in der Forschung allgemein angenommen.
In Platons Dialog Politeia tritt Kleitophon als Widersacher des Sokrates auf. Er ergreift kurz das Wort und unterstützt die Position, die der Sophist Thrasymachos zuvor dargelegt hat. Thrasymachos’ Meinung stellt die Gegenposition zum Gerechtigkeitskonzept des Sokrates dar. Kleitophon vertritt eine konsequent rechtspositivistische Auffassung. Dabei steht er in noch schrofferem Gegensatz zu Sokrates als Thrasymachos, der seine Argumentation nicht aufgreift. Für Kleitophon besteht Gerechtigkeit darin, dass der Schwächere dem Willen des Stärkeren zu folgen hat, damit das verwirklicht wird, was zum Vorteil des Stärkeren ist. Dabei legt der Stärkere fest, was für ihn vorteilhaft ist. Maßgeblich ist, was er für vorteilhaft hält; es ist nicht zwischen dem für vorteilhaft Gehaltenen und dem wirklich Vorteilhaften zu unterscheiden.     
In dem anderen Dialog ist Kleitophon selbst die Titelgestalt. Der Dialog Kleitophon ist unter den Werken Platons überliefert, doch seine Echtheit ist umstritten und wird von den meisten Altertumswissenschaftlern abgelehnt. Der Kleitophon gibt ein Gespräch zwischen Sokrates und Kleitophon wieder. Hier erscheint Kleitophon als unzufriedener Schüler des Sokrates, der seinem Lehrer den Grund erklärt, aus dem er ihn verlassen und sich Thrasymachos anschließen will. Da Thrasymachos als scharfer Gegner der sokratischen Philosophie bekannt war, handelt es sich um eine Brüskierung des Sokrates. Zu Beginn des Dialogs wird berichtet, dass Kleitophon mit Lysias Umgang hatte und ihm seine Kritik an Sokrates vortrug. 
Plutarch nennt in seiner Schrift „Über das Glück oder die Tapferkeit Alexanders (des Großen)“ Kritias, Alkibiades und Kleitophon als Beispiele für Schüler des Sokrates, die sich von dessen Lehre abwandten und eine ganz andere Richtung einschlugen.